# Meistaraflokkur (1915)
Sezon 1915 był 4. sezonem o mistrzostwo Islandii. Drużyna Fram po raz trzeci z rzędu zdobyła tytuł mistrzowski, pierwszy raz jednak wygrała go w rywalizacji z innymi zespołami, wygrywając obydwa mecze. Ze względu na brak systemu ligowego żaden zespół nie spadł ani nie awansował po sezonie.

## Drużyny
W poprzednich dwóch sezonach jedynym zgłoszonym do rozgrywek klubem był Fram. W sezonie 1915 dołączyły do niego dwa inne kluby z Reykjavíku, KR oraz Valur, w rezultacie czego w tych rozgrywkach wzięły udział trzy zespoły.
| Uczestnicy poprzedniej edycji                                                                                 | Uczestnicy poprzedniej edycji | Uczestnicy poprzedniej edycji | Uczestnicy poprzedniej edycji |
| --- | ----------------------------- | ----------------------------- | ----------------------------- |
| FRA | Fram                          | 1                             |                               |
| Dołączenie w sezonie 1915                                                                                     |                               |                               |                               |
| KRE | KR                            |                               |                               |
| VAL | Valur                         |                               |                               |
| Oznaczenia: - kolumna pierwsza – skróty nazw drużyn, - kolumna trzecia – miejsce zajęte w poprzednim sezonie. |                               |                               |                               |

## Tabela
| Lp. | Drużyna  | M | Z | R | P | Bramki | Bramki | +/– | Pkt |
| --- | -------- | - | - | - | - | ------ | ------ | --- | --- |
| 1   | Fram (M) | 2 | 2 | 0 | 0 | 7      | 4      | +3  | 4   |
| 2   | KR       | 2 | 1 | 0 | 1 | 9      | 6      | +3  | 2   |
| 3   | Valur    | 2 | 0 | 0 | 2 | 1      | 7      | −6  | 0   |

## Wyniki
| Gospodarz \ Gość | FRA | KRE | VAL |
| Fram             |     | 5:4 |     |
| KR               |     |     | 5:1 |
| Valur            | 0:2 |     |     |

Źródło: Knattspyrnusamband Íslands (isl.)
Objaśnienia:
1Drużyna gospodarzy jest wymieniona po lewej stronie tabeli.
Kolory: zielony – zwycięstwo gospodarzy, żółty – remis, różowy – zwycięstwo gości.